# 超英趕美
超英赶美是中国共产党主席毛泽东于1958年前后提出的政治口号，口号包含钢产量15年超出英国及20年赶上美国两个目标。提出的15年后，英国钢产量2665万吨，中国产量2522万吨，在口号提出的37年后，中国以9500万吨的数字超出了美国。
「超英赶美」这一口号明确提出最早于1957年，毛泽东回应苏联共产党第一书记尼基塔·赫鲁晓夫的苏联要15年赶超美国说法，所提出的要让中国钢铁产量在15年内赶超英国。毛的提法随后得到全国人大常委会委员长刘少奇在中华全国总工会第八次全国代表会议上发言附和。毛的期望是通过大跃进等群众运动方式，使中国在指标性工农业品在产量上赶超英美发达国家。在三面红旗的口号之下，中国大陆出现了众多的粮食亩产卫星。全国在“以钢为纲”的口号之下又开始了大炼钢铁运动。在受到大跃进浮夸统计数字的鼓舞下，毛本人在1958年则又提出了较为著名的提法“十五年超英，二十年赶美”，甚至更为大胆的“二三年”赶超英国，“四五年”赶上美国等说法。除了毛本人以外，也有其他中共官员提出过“十五年赶超美国”等提法。经历了三年困难时期的失败之后，毛在七千人大会讲话中，把超英赶美的时间尺度放宽到了一百多年。
鋼鐵產量，中國在1970年代超越英國，1993年超越美國，1996年形成世界最大鋼鐵生產國。